# Lilium debile
Lilium debile är en liljeväxtart som beskrevs av Kittlitz. Lilium debile ingår i släktet liljor, och familjen liljeväxter. Inga underarter finns listade.

## Bildgalleri

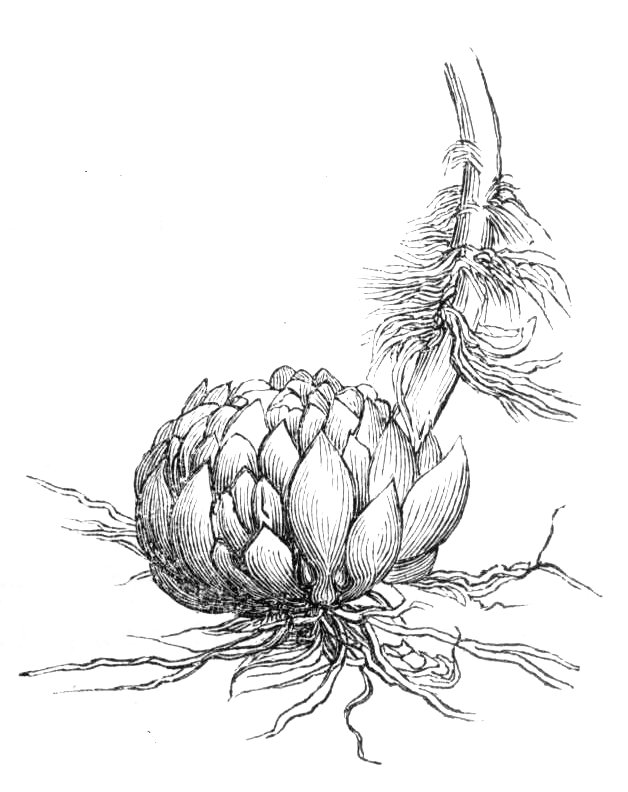